# Futbol'nyj Klub Zenit Sankt-Peterburg 2024-2025
Questa voce raccoglie le informazioni riguardanti lo Zenit Sankt-Peterburg nelle competizioni ufficiali della stagione 2024-2025.

## Maglie e sponsor
Il fornitore tecnico per la stagione 2024-2025 è Kelme. Lo sponsor di maglia è Gazprom.
| Casa | Trasferta |

## Rosa
| N. |                     | Ruolo | Calciatore                |
| -- | ------------------- | ----- | ------------------------- |
| 1  | Russia (bandiera)   | P     | Evgenij Latyšonok         |
| 2  | Russia (bandiera)   | D     | Dmitrij Čistjakov         |
| 3  | Brasile (bandiera)  | D     | Douglas Santos (capitano) |
| 4  | Russia (bandiera)   | D     | Jurij Gorškov             |
| 5  | Colombia (bandiera) | C     | Wílmar Barrios            |
| 6  | Slovenia (bandiera) | D     | Vanja Drkušić             |
| 7  | Russia (bandiera)   | A     | Aleksandr Sobolev         |
| 8  | Brasile (bandiera)  | C     | Wendel                    |
| 9  | Brasile (bandiera)  | A     | Artur                     |
| 10 | Francia (bandiera)  | A     | Wilson Isidor             |
| 10 | Brasile (bandiera)  | A     | Luiz Henrique             |
| 11 | Brasile (bandiera)  | C     | Claudinho                 |
| 14 | Serbia (bandiera)   | C     | Saša Zdjelar              |
| 15 | Russia (bandiera)   | D     | Vjačeslav Karavaev        |
| 16 | Russia (bandiera)   | P     | Denis Adamov              |
| 17 | Russia (bandiera)   | A     | Andrej Mostovoj           |
| 21 | Russia (bandiera)   | C     | Aleksandr Erochin         |

| N. |                       | Ruolo | Calciatore         |
| -- | --------------------- | ----- | ------------------ |
| 24 | Brasile (bandiera)    | A     | Pedrinho           |
| 25 | Serbia (bandiera)     | D     | Strahinja Eraković |
| 27 | Brasile (bandiera)    | D     | Nino               |
| 28 | Kazakistan (bandiera) | D     | Nuraly Álip        |
| 30 | Colombia (bandiera)   | A     | Mateo Cassierra    |
| 31 | Brasile (bandiera)    | A     | Gustavo Mantuan    |
| 32 | Argentina (bandiera)  | A     | Luciano Gondou     |
| 33 | Russia (bandiera)     | A     | Ivan Sergeev       |
| 41 | Russia (bandiera)     | P     | Michail Keržakov   |
| 55 | Brasile (bandiera)    | D     | Rodrigão           |
| 67 | Russia (bandiera)     | A     | Maksim Glušenkov   |
| 70 | Serbia (bandiera)     | D     | Ognjen Mimović     |
| 77 | Russia (bandiera)     | C     | Il'zat Achmetov    |
| 79 | Russia (bandiera)     | C     | Dmitrij Vasil'ev   |
| 82 | Russia (bandiera)     | D     | Sergej Volkov      |
| 86 | Russia (bandiera)     | A     | Evgenij Pšennikov  |
|    | Russia (bandiera)     | C     | Nikita Veršinin    |

## Calciomercato

### Sessione estiva
| Acquisti         | Acquisti          | Acquisti               | Acquisti      |
| R.               | Nome              | da                     | Modalità      |
| ---------------- | ----------------- | ---------------------- | ------------- |
| P                | Evgenij Latyšonok | Baltika                | definitivo    |
| D                | Dmitrij Čistjakov | Soči                   | fine prestito |
| D                | Vanja Drkušić     | Soči                   | definitivo    |
| D                | Jurij Gorškov     | Kryl'ja Sovetov Samara | definitivo    |
| D                | Sergej Volkov     | Krasnodar              | definitivo    |
| A                | Maksim Glušenkov  | Lokomotiv Mosca        | definitivo    |
| A                | Luciano Gondou    | Argentinos Juniors     | definitivo    |
| A                | Wilson Isidor     | Lokomotiv Mosca        | definitivo    |
| Altre operazioni |                   |                        |               |
| R.               | Nome              | da                     | Modalità      |
| P                | Nikita Gojlo      | Soči                   | fine prestito |
| P                | Daniil Odoevskij  | Volgar' Astrachan'     | fine prestito |
| D                | Arsen Adamov      | Orenburg               | fine prestito |
| C                | Zelimchan Bakaev  | Al-Wahda               | fine prestito |
| C                | Aleksej Sutormin  | Soči                   | fine prestito |

| Cessioni         | Cessioni            | Cessioni               | Cessioni   |
| R.               | Nome                | a                      | Modalità   |
| ---------------- | ------------------- | ---------------------- | ---------- |
| P                | Aleksandr Vasjutin  | Akron Togliatti        | svincolato |
| D                | Vanja Drkušić       | Stella Rossa           | prestito   |
| D                | Mário Fernandes     |                        | svincolato |
| D                | Danil Krugovoj      | CSKA Mosca             | svincolato |
| C                | Aleksandr Kovalenko | Orenburg               | definitivo |
| A                | Wilson Isidor       | Sunderland             | prestito   |
| A                | Ivan Sergeev        | Kryl'ja Sovetov Samara | definitivo |
| Altre operazioni |                     |                        |            |
| R.               | Nome                | da                     | Modalità   |
| P                | Nikita Gojlo        | Dinamo Machačkala      | prestito   |
| P                | Daniil Odoevskij    | Rostov                 | prestito   |
| P                | Bogdan Moskvičev    | Orenburg               | prestito   |
| D                | Arsen Adamov        | Achmat Groznyj         | prestito   |
| C                | Zelimchan Bakaev    | Chimki                 | prestito   |
| C                | Aleksej Sutormin    | Rostov                 | prestito   |

### Sessione invernale
| Acquisti | Acquisti       | Acquisti          | Acquisti      |
| R.       | Nome           | da                | Modalità      |
| -------- | -------------- | ----------------- | ------------- |
| P        | Nikita Gojlo   | Dinamo Machačkala | fine prestito |
| D        | Vanja Drkušić  | Stella Rossa      | fine prestito |
| D        | Ognjen Mimović | Fenerbahçe        | prestito      |
| C        | Du Queiroz     | Grêmio            | fine prestito |
| C        | Saša Zdjelar   | CSKA Mosca        | definitivo    |
| A        | Luiz Henrique  | Botafogo          | definitivo    |
| A        | Wilson Isidor  | Sunderland        | fine prestito |

| Cessioni | Cessioni      | Cessioni     | Cessioni   |
| R.       | Nome          | a            | Modalità   |
| -------- | ------------- | ------------ | ---------- |
| D        | Rodrigão      |              | svincolato |
| C        | Claudinho     | Al-Sadd      | definitivo |
| C        | Du Queiroz    | Sport Recife | prestito   |
| A        | Artur         | Botafogo     | definitivo |
| A        | Wilson Isidor | Sunderland   | definitivo |

## Risultati

### Prem'er-Liga

#### Girone d'andata
| Arbitro: | Ivanov (Rostov sul Don) |

|  |           |                                                  |
|  | Marcatori | 6’, 45+2’ Glušenkov 18’ Cassierra 90+3’ Pedrinho |

| Arbitro: | Čistjakov (Azov) |

|  |           |                                                              |
|  | Marcatori | 36’ Glušenkov 44’ (rig.) Cassierra 55’ Pedrinho 90+4’ Isidor |

| Arbitro: | Meškov (Dmitrov) |

|                                                    |           |  |
| Pedrinho 19’ Glušenkov 25’, 35’, 68’ Cassierra 32’ | Marcatori |  |

| Arbitro: | Ivanov (Rostov sul Don) |

|               |           |  |
| Glušenkov 55’ | Marcatori |  |

| Arbitro: | Suchoj (Ljubercy) |

|            |           |              |
| Fariña 55’ | Marcatori | 88’ Mostovoj |

| San Pietroburgo 24 agosto 2024, ore 17:30 MSK 6ª giornata | Zenit San Pietroburgo | 0 – 0 referto | Spartak Mosca | Gazprom Arena (48 503 spett.)\| Arbitro: \| Meškov (Dmitrov) \| |
| Arbitro:                                                  | Meškov (Dmitrov)      |               |               |                                                                 |

| Arbitro: | Ivanov (Rostov sul Don) |

|  |           |                            |
|  | Marcatori | 30’, 56’ Gondou 69’ Wendel |

| Arbitro: | Suchoj (Ljubercy) |

|  |           |            |
|  | Marcatori | 43’ Gondou |

| Arbitro: | Kukujan (Soči) |

|                                      |           |                  |
| Cassierra 52’ Gondou 67’ Erochin 87’ | Marcatori | 8’ (rig.) Markov |

| Arbitro: | Suchoj (Ljubercy) |

|                          |           |  |
| Córdoba 88’ Smolov 90+4’ | Marcatori |  |

| Arbitro: | Saf'jan (Mosca) |

|                    |           |  |
| Mantuan 61’ (rig.) | Marcatori |  |

| Arbitro: | Bulanov (Saransk) |

|  |           |                                                      |
|  | Marcatori | 16’, 39’ Mostovoj 45’ Cassierra 52’ Gondou 85’ Artur |

| Arbitro: | Karasëv (Mosca) |

|              |           |              |
| Mostovoj 51’ | Marcatori | 68’ Batrakov |

| Arbitro: | Meškov (Dmitrov) |

|                     |           |                |
| Nino 12’ Gondou 15’ | Marcatori | 61’ Kagermazov |

| Arbitro: | Čistjakov (Azov) |

|           |           |                          |
| Adamov 2’ | Marcatori | 9’ Mantuan 21’ Cassierra |

#### Girone di ritorno
| Arbitro: | Karasëv (Mosca) |

|  |           |               |
|  | Marcatori | 90+6’ Erochin |

| Arbitro: | Kukuljak (Kaluga) |

|                       |           |                                |
| Glušenkov 4’ Álip 72’ | Marcatori | 17’, 28’ Sergeev 18’ Olejnikov |

| Arbitro: | Moskalëv (Voronež) |

|              |           |                       |
| Mostovoj 21’ | Marcatori | 10’ Lončar 40’ Dzjuba |

| San Pietroburgo 2 marzo 2025, ore 15:30 MSK 19ª giornata | Zenit San Pietroburgo   | 0 – 0 referto | CSKA Mosca | Gazprom Arena (50 544 spett.)\| Arbitro: \| Ivanov (Rostov sul Don) \| |
| Arbitro:                                                 | Ivanov (Rostov sul Don) |               |            |                                                                        |

| Arbitro: | Meškov (Dmitrov) |

|  |           |                          |
|  | Marcatori | 19’ Gondou 57’ Cassierra |

| Arbitro: | Ivanov (Rostov sul Don) |

|                    |           |                 |
| Martins 45+2’, 90’ | Marcatori | 83’ L. Henrique |

| Arbitro: | Kukujan (Soči) |

|                                                   |           |  |
| Gondou 51’ Mantuan 59’ Cassierra 73’ Mostovoj 74’ | Marcatori |  |

| Arbitro: | Čistjakov (Azov) |

|              |           |             |
| Batrakov 62’ | Marcatori | 85’ Sobolev |

| Arbitro: | Kukujan (Soči) |

|                                                       |           |             |
| Mostovoj 29’ Gondou 38’ Glušenkov 80’ L. Henrique 90’ | Marcatori | 16’ Krivcov |

| Arbitro: | Šadychanov (Mosca) |

|            |           |  |
| Gondou 22’ | Marcatori |  |

| Arbitro: | Meškov (Dmitrov) |

|              |           |              |
| Gladyšev 41’ | Marcatori | 18’ Pedrinho |

| Arbitro: | Karasëv (Mosca) |

|                  |           |            |
| Sobolev 54’, 83’ | Marcatori | 14’ Grulëv |

| Arbitro: | Čistjakov (Azov) |

|  |           |          |
|  | Marcatori | 37’ Nino |

| Arbitro: | Kukuljak (Kaluga) |

|  |           |             |
|  | Marcatori | 30’ Sobolev |

| San Pietroburgo 24 maggio 2025, ore MSK 30ª giornata | Zenit San Pietroburgo | – referto | Achmat Groznyj | Gazprom Arena |

### Coppa di Russia

#### Fase a gironi (percorso Prem'er-Liga)
| Arbitro: | Šafeev (Volgograd) |

|                                         |           |  |
| Erochin 25’ Čerov 70’ (aut.) Isidor 84’ | Marcatori |  |

| Arbitro: | Čeremnych (Perm') |

|  |           |              |
|  | Marcatori | 59’ Vasil'ev |

| Arbitro: | Cyganok (Kaliningrad) |

|                                         |                      |                                           |
| Timošenko 54’ (rig.)                    | Marcatori            | 45+2’ Vasil'ev                            |
| Kuzmin Bakaev Timošenko Esanov Chubulov | Tiri di rigore 5 – 4 | Mantuan Pedrinho Achmetov Artur Claudinho |

| Arbitro: | Kukuljak (Kaluga) |

|                           |           |  |
| Mantuan 26’ Čistjakov 58’ | Marcatori |  |

| Arbitro: | Egorov (Nižnij Novgorod) |

|                                                           |           |                 |
| Erochin 6’ Artur 13’, 43’ Sobolev 61’ Mostovoj 87’ (rig.) | Marcatori | 90+2’ Moskvičëv |

| Arbitro: | Abrosimov (San Pietroburgo) |

|  |           |             |
|  | Marcatori | 44’ Erochin |

#### Fase finale (percorso Prem'er-Liga)
| Arbitro: | Kukuljak (Kaluga) |

|                                         |           |  |
| Claudinho 20’ Cassierra 53’ Sobolev 87’ | Marcatori |  |

| Arbitro: | Egorov (Nižnij Novgorod) |

|                 |           |                      |
| Samorodov 90+1’ | Marcatori | 15’ Gondou 72’ Artur |

| Arbitro: | Suchoj (Ljubercy) |

|  |           |               |
|  | Marcatori | 79’ Cassierra |

| Arbitro: | Meškov (Dmitrov) |

|                           |           |  |
| Sobolev 57’ Cassierra 64’ | Marcatori |  |

| Arbitro: | Ivanov (Rostov sul Don) |

|                                   |           |  |
| Cassierra 17’ Mostovoj 57’ (rig.) | Marcatori |  |

| Arbitro: | Meškov (Dmitrov) |

|                                    |                      |                                             |
| Kisljak 37’ Musaev 90+2’           | Marcatori            |                                             |
| Diveev Alerrandro Kisljak Krugovoj | Tiri di rigore 4 – 3 | Sobolev Santos Mostovoj L. Henrique Mantuan |

### Supercoppa
| Arbitro: | Kukujan (Soči) |

|                                            |           |                        |
| Rodrigão 13’ Wendel 33’ Glušenkov 42’, 68’ | Marcatori | 65’ Krivcov 70’ Smolov |

## Statistiche

### Statistiche di squadra
| Competizione         | Punti | In casa | In casa | In casa | In casa | In casa | In casa | In trasferta | In trasferta | In trasferta | In trasferta | In trasferta | In trasferta | Totale | Totale | Totale | Totale | Totale | Totale | DR  |
| Competizione         | Punti | G       | V       | N       | P       | Gf      | Gs      | G            | V            | N            | P            | Gf           | Gs           | G      | V      | N      | P      | Gf     | Gs     | DR  |
| -------------------- | ----- | ------- | ------- | ------- | ------- | ------- | ------- | ------------ | ------------ | ------------ | ------------ | ------------ | ------------ | ------ | ------ | ------ | ------ | ------ | ------ | --- |
| Prem'er-Liga         |       |         |         |         |         |         |         |              |              |              |              |              |              |        |        |        |        |        |        |     |
| Coppa di Russia      | 16    | 6       | 6       | 0       | 0       | 16      | 1       | 6            | 4            | 1            | 1            | 6            | 4            | 12     | 10     | 1      | 1      | 22     | 5      | +17 |
| Supercoppa di Russia | -     | -       | -       | -       | -       | -       | -       | 1            | 1            | 0            | 0            | 4            | 2            | 1      | 1      | 0      | 0      | 4      | 2      | +2  |
| Totale               |       |         |         |         |         |         |         |              |              |              |              |              |              |        |        |        |        |        |        |     |

### Andamento in campionato
| Giornata  | 1 | 2 | 3 | 4 | 5 | 6 | 7 | 8 | 9 | 10 | 11 | 12 | 13 | 14 | 15 | 16 | 17 | 18 | 19 | 20 | 21 | 22 | 23 | 24 | 25 | 26 | 27 | 28 | 29 | 30 |
| --------- | - | - | - | - | - | - | - | - | - | -- | -- | -- | -- | -- | -- | -- | -- | -- | -- | -- | -- | -- | -- | -- | -- | -- | -- | -- | -- | -- |
| Luogo     | T | T | C | C | T | C | T | T | C | T  | C  | T  | C  | C  | T  | T  | C  | C  | C  | T  | T  | C  | T  | C  | C  | T  | C  | T  | T  | C  |
| Risultato | V | V | V | V | N | N | V | V | V | P  | V  | V  | N  | V  | V  | V  | P  | P  | N  | V  | P  | V  | N  | V  | V  | N  | V  | V  | V  |    |
| Posizione | 1 | 1 | 1 | 1 | 1 | 2 | 1 | 1 | 1 | 3  | 3  | 2  | 2  | 2  | 2  | 1  | 1  | 2  | 3  | 2  | 3  | 2  | 3  | 2  | 2  | 2  | 2  | 2  | 2  |    |

Legenda:

Luogo: C = Casa; T = Trasferta. Risultato: V = Vittoria; N = Pareggio; P = Sconfitta.

### Statistiche dei giocatori
Sono in corsivo i calciatori che hanno lasciato la società a stagione in corso.
| Giocatore    | Prem'er-Liga | Prem'er-Liga | Prem'er-Liga | Prem'er-Liga | Coppa di Russia | Coppa di Russia | Coppa di Russia | Coppa di Russia | Supercoppa di Russia | Supercoppa di Russia | Supercoppa di Russia | Supercoppa di Russia | Totale   | Totale | Totale      | Totale     |
| Giocatore    | Presenze     | Reti         | Ammonizioni  | Espulsioni   | Presenze        | Reti            | Ammonizioni     | Espulsioni      | Presenze             | Reti                 | Ammonizioni          | Espulsioni           | Presenze | Reti   | Ammonizioni | Espulsioni |
| ------------ | ------------ | ------------ | ------------ | ------------ | --------------- | --------------- | --------------- | --------------- | -------------------- | -------------------- | -------------------- | -------------------- | -------- | ------ | ----------- | ---------- |
| I. Achmetov  | 5            | 0            | 0            | 0            | 10              | 0               | 0               | 0               | 0                    | 0                    | 0                    | 0                    | 15       | 0      | 0           | 0          |
| D. Adamov    | 4            | -5           | 0            | 0            | 12              | -5              | 1               | 0               | 0                    | 0                    | 0                    | 0                    | 16       | -10    | 1           | 0          |
| N. Álip      | 19           | 1            | 1            | 0            | 9               | 0               | 1               | 0               | 1                    | 0                    | 0                    | 0                    | 29       | 1      | 2           | 0          |
| Artur        | 11           | 1            | 1            | 0            | 7               | 3               | 1               | 0               | 1                    | 0                    | 0                    | 0                    | 19       | 4      | 2           | 0          |
| W. Barrios   | 27           | 0            | 5            | 0            | 7               | 0               | 1               | 0               | 1                    | 0                    | 0                    | 0                    | 35       | 0      | 6           | 0          |
| M. Cassierra | 29           | 8            | 0            | 0            | 8               | 4               | 0               | 0               | 1                    | 0                    | 0                    | 0                    | 38       | 12     | 0           | 0          |
| D. Čistjakov | 0            | 0            | 0            | 0            | 8               | 1               | 1               | 0               | 0                    | 0                    | 0                    | 0                    | 8        | 1      | 1           | 0          |
| Claudinho    | 16           | 0            | 3            | 0            | 3               | 1               | 0               | 0               | 1                    | 0                    | 0                    | 0                    | 20       | 1      | 3           | 0          |
| V. Drkušić   | 6            | 0            | 0            | 0            | 3               | 0               | 0               | 0               | 0                    | 0                    | 0                    | 0                    | 9        | 0      | 0           | 0          |
| S. Eraković  | 21           | 0            | 3            | 1            | 6               | 0               | 0               | 0               | 1                    | 0                    | 0                    | 0                    | 28       | 0      | 3           | 1          |
| A. Erochin   | 19           | 2            | 1            | 0            | 10              | 3               | 1               | 0               | 0                    | 0                    | 0                    | 0                    | 29       | 5      | 2           | 0          |
| M. Glušenkov | 20           | 9            | 3            | 0            | 5               | 0               | 0               | 0               | 1                    | 2                    | 0                    | 0                    | 26       | 11     | 3           | 0          |
| L. Gondou    | 22           | 10           | 3            | 0            | 6               | 1               | 1               | 0               | 0                    | 0                    | 0                    | 0                    | 28       | 11     | 4           | 0          |
| J. Gorškov   | 14           | 0            | 0            | 0            | 10              | 0               | 1               | 0               | 1                    | 0                    | 0                    | 0                    | 25       | 0      | 1           | 0          |
| L. Henrique  | 10           | 2            | 2            | 0            | 3               | 0               | 1               | 0               | 0                    | 0                    | 0                    | 0                    | 13       | 2      | 3           | 0          |
| W. Isidor    | 3            | 1            | 0            | 0            | 2               | 1               | 0               | 0               | 0                    | 0                    | 0                    | 0                    | 5        | 2      | 0           | 0          |
| V. Karavaev  | 12           | 0            | 0            | 0            | 5               | 0               | 0               | 0               | 1                    | 0                    | 0                    | 0                    | 18       | 0      | 0           | 0          |
| M. Keržakov  | 0            | 0            | 0            | 0            | 0               | 0               | 0               | 0               | 0                    | 0                    | 0                    | 0                    | 0        | 0      | 0           | 0          |
| E. Latyšonok | 26           | -12          | 1            | 0            | 0               | 0               | 0               | 0               | 1                    | -2                   | 0                    | 0                    | 27       | -14    | 1           | 0          |
| G. Mantuan   | 26           | 3            | 6            | 0            | 10              | 1               | 0               | 0               | 1                    | 0                    | 1                    | 0                    | 37       | 4      | 7           | 0          |
| O. Mimović   | 4            | 0            | 1            | 0            | 2               | 0               | 0               | 0               | 0                    | 0                    | 0                    | 0                    | 6        | 0      | 1           | 0          |
| A. Mostovoj  | 25           | 7            | 1            | 0            | 9               | 2               | 0               | 0               | 1                    | 0                    | 0                    | 0                    | 35       | 9      | 1           | 0          |
| Nino         | 29           | 2            | 3            | 0            | 5               | 0               | 1               | 0               | 0                    | 0                    | 0                    | 0                    | 34       | 2      | 4           | 0          |
| Pedrinho     | 25           | 4            | 1            | 1            | 10              | 0               | 1               | 0               | 1                    | 0                    | 0                    | 0                    | 36       | 4      | 2           | 1          |
| E. Pšennikov | 0            | 0            | 0            | 0            | 1               | 0               | 0               | 0               | 0                    | 0                    | 0                    | 0                    | 1        | 0      | 0           | 0          |
| Rodrigão     | 2            | 0            | 0            | 0            | 4               | 0               | 0               | 0               | 1                    | 1                    | 0                    | 0                    | 7        | 1      | 0           | 0          |
| D. Santos    | 29           | 0            | 1            | 0            | 7               | 0               | 0               | 0               | 1                    | 0                    | 0                    | 0                    | 37       | 0      | 1           | 0          |
| I. Sergeev   | 3            | 0            | 0            | 0            | 2               | 0               | 0               | 0               | 0                    | 0                    | 0                    | 0                    | 5        | 0      | 0           | 0          |
| A. Sobolev   | 22           | 4            | 3            | 0            | 8               | 3               | 1               | 0               | 0                    | 0                    | 0                    | 0                    | 30       | 7      | 4           | 0          |
| D. Vasil'ev  | 2            | 0            | 0            | 0            | 7               | 2               | 1               | 0               | 0                    | 0                    | 0                    | 0                    | 9        | 2      | 1           | 0          |
| N. Veršinin  | 0            | 0            | 0            | 0            | 1               | 0               | 0               | 0               | 0                    | 0                    | 0                    | 0                    | 1        | 0      | 0           | 0          |
| S. Volkov    | 3            | 0            | 0            | 0            | 3               | 0               | 0               | 0               | 0                    | 0                    | 0                    | 0                    | 6        | 0      | 0           | 0          |
| Wendel       | 22           | 1            | 3            | 1            | 4               | 0               | 0               | 0               | 1                    | 1                    | 0                    | 0                    | 27       | 2      | 3           | 1          |
| S. Zdjelar   | 7            | 0            | 0            | 0            | 2               | 0               | 1               | 0               | 0                    | 0                    | 0                    | 0                    | 9        | 0      | 1           | 0          |